# Fußball-Wettskandal 2009
Der Fußball-Wettskandal 2009 bezeichnet Manipulationen von Fußballspielen zum Zwecke des Wettbetruges, die im Zuge der internationalen Ermittlungen unter der Leitung der Staatsanwaltschaft Bochum im November 2009 bekannt wurden. Der Wettskandal wurde durch Ermittlungen mittels einer Telekommunikationsüberwachung im Umfeld der organisierten Kriminalität aufgedeckt.

## Ausmaß des Wettskandals
Der Fußball-Wettskandal 2009 gilt als die größte Affäre im europäischen Fußball seit dem Fußball-Wettskandal 2005 um den Schiedsrichter Robert Hoyzer und dem Bundesliga-Skandal in der Saison 1970/71, als zahlreiche Spieler, Trainer und Funktionäre an Spielverschiebungen beteiligt waren. Ausmaß und Wirkung werden als noch größer als bei den vorhergehenden Manipulationen im Fußball angesehen. Einige Zeitungen bezeichnen diesen Wettskandal als „größten Betrugsskandal aller Zeiten“ und Peter Limacher, der Leiter der Disziplinarabteilung der UEFA, spricht vom „größten Betrugsskandal, den es im europäischen Fußball jemals gegeben hat“.
Nach Informationen der Staatsanwaltschaft Bochum am 20. November 2009 sind nach Ermittlungen seit Jahresanfang 2009 in neun europäischen Ländern mindestens 200 Fußballspiele manipuliert worden, davon 32 Partien in Deutschland. Die Betrüger sollen Spieler, Trainer und Offizielle bestochen haben, um Spielausgänge zu beeinflussen.
Als Verdächtige wurden am 19. November 2009 die beiden kroatischen Brüder Ante und Milan Sapina verhaftet, die durch den Betrug mit den manipulierten Spielen bei Wetten in Asien (Anbieter: SBOBET mit Lizenz auf den Philippinen) und Europa insgesamt rund 10 Millionen Euro erzielten und bereits eine Haftstrafe nach dem Fußball-Wettskandal 2005 ableisten mussten. Weitere 15 Personen in Deutschland wurden verhaftet.  Über 50 Hausdurchsuchungen erfolgten in Nordrhein-Westfalen, Baden-Württemberg, Bayern, Berlin, Niedersachsen, Schleswig-Holstein, der Schweiz, Österreich und Großbritannien. Dabei wurden Bargeld und Vermögenswerte in Höhe von mehr als einer Million Euro gesichert. Die Auswertungen des Beweismaterials sind, wie auch die weiteren Ermittlungen der Staatsanwaltschaft, noch nicht abgeschlossen.
Der europäische Fußball-Verband UEFA hat in Zusammenhang mit dem Wettskandal nach Angaben von Spiegel Online den ukrainischen Schiedsrichter Oleg Orijechow suspendiert, der persönlichen Kontakt zu einem Mitglied der Wettmafia gehabt haben soll. Er sei aufgrund von Ermittlungen der Anti-Korruptions-Einheit der UEFA zu einer persönlichen Anhörung in die Verbandszentrale nach Nyon geladen worden.

## Betroffene Spiele und Verdächtige

### Deutschland
In Deutschland sollen mindestens 32 Spiele von der 2. Bundesliga bis in den Juniorenbereich manipuliert worden sein. Dabei handelt es sich um vier Spiele der 2. Bundesliga, drei Spiele der 3. Liga, 18 Spiele in den Regionalligen, fünf Oberliga-Spiele und zwei Spiele aus dem U-19-Bereich.
Im September 2010 berichtete das öffentlich-rechtliche TV-Magazin Fakt sogar von 13 Zweit- und fünf Drittligaspielen, 20 Spielen der Regionalliga, fünf Spielen der Oberliga sowie zwei Spielen im DFB-Pokal, fünf Spielen im U-19-Bereich und vereinzelten Freundschaftsspielen, die unter Manipulationsverdacht ständen.
Auch ein DFB-Schiedsrichter soll bei einem Regionalliga-Spiel im Mai 2009 von den mutmaßlichen Wettbetrügern bestochen worden sein.
Im Zuge der weiteren Ermittlungen wurden auch der Basketballspieler der Brose Baskets aus Bamberg, Ivan Pavić, und der Würzburger Landesligaspieler Kristian Sprecakovic am 19. November 2009 verhaftet.
Vier Spiele des SSV Ulm 1846 in der Endphase der Regionalligasaison 2008/09 standen unter Manipulationsverdacht.
Am 27. November 2009 hatte der Verein im Zusammenhang mit dem Wettskandal den kroatischen Spielern Davor Kraljevic, Marijo Marinovic und Dinko Radojevic die Kündigung ausgesprochen.
Der Fußball-Regionalligist SC Verl hat am 24. November 2009 die beiden Mittelfeldspieler Patrick Neumann und Tim Hagedorn vom Spiel- und Trainingsbetrieb suspendiert. Der Verein erhielt Hinweise zu versuchten Manipulationen bei den Partien gegen Borussia Mönchengladbach II (4:3) und gegen den 1. FC Köln II (0:1) in der Saison 2008/09. Am 28. November 2009 gestand Neumann der Staatsanwaltschaft Bochum gegenüber den Erhalt von 500 Euro und legte damit als erster Profi ein Geständnis im Wettskandal ab. Er bestritt jedoch weiterhin, aktiv eine Manipulation vorgenommen zu haben.
Der Abwehrspieler Marcel Schuon bestätigte gegenüber der Staatsanwaltschaft Bochum, während seiner Zeit beim VfL Osnabrück eine Manipulation des Zweitligaspiels gegen den FC Augsburg (0:3) am 17. April 2009 geplant zu haben. Im Verlauf des Spiels habe er aber davon abgesehen und dies auch dem Auftraggeber nach dem Spiel mitgeteilt. Das Spiel endete allerdings wie gewünscht mit 0:3 und im Gegenzug wurden Schuon Schulden in fünfstelliger Höhe erlassen. Anfang der Saison 2009/10 wechselte Schuon zum Drittligisten SV Sandhausen, wo er Ende November 2009 aufgrund seiner Angaben im Wettskandal vom Verein fristlos entlassen wurde.

### Österreich
In Österreich waren 11 Spiele der Fußball-Bundesliga und der Ersten Liga betroffen.
Laut der UEFA waren keine österreichischen Vereine konkret in den Wettskandal verwickelt. Einzig zwei Europa-League-Qualifikationsspiele des SK Rapid Wien gegen den KS Vllaznia Shkodra (5:0 bzw. 3:0 für Rapid) standen laut Pressemeldungen unter Manipulationsverdacht. Anfang März 2011 wurden Wettbetrugsvorwürfe rund um den österreichischen Bundesligisten Kapfenberger SV bekannt, wobei Spieler des Vereins laut verschiedenen Medienberichten hohe Geldsummen kassierten haben sollen, um unter anderem die Spiele der Saison 2009/10 gegen den FC Red Bull Salzburg (0:4), den SK Rapid Wien (0:1) und den FK Austria Wien (0:1) absichtlich zu verlieren. So sollte ein Abwehrspieler der Kapfenberger unter anderem 200.000 Euro über einen Mittelsmann erhalten haben.

### Schweiz
In der Schweiz waren 22 Spiele der Challenge League und sechs Testspiele betroffen. Versuche, Spiele der Super League zu manipulieren, soll es mindestens einen gegeben haben, doch der angesprochene Spieler meldete den Bestechungsversuch dem Verband. Zwei Verdächtige wurden festgenommen.

#### Verdacht gegen Spiele des FC Thun
Die Bundesstaatsanwaltschaft verdächtigte Spieler des FC Thun, das Spiel gegen Yverdon Sport FC vom 26. April 2009 manipuliert zu haben. Der Verdacht lautete, dass der FC Thun das Spiel mit vier Toren Differenz verlieren sollte, und das Spiel endete tatsächlich 5:1. Der Thuner Stürmer Pape Omar Fayé wurde in der Woche vor dem Pokal-Spiel gegen Winterthur (22. November 2009) von der Polizei zum Verdacht vernommen und danach vom Klub suspendiert. Da ein Stürmer von seiner Spielposition her kaum fünf Gegentore verschulden kann, wurden weitere beteiligte Spieler vermutet, die zusammen mehrere 10'000 Euro erhalten haben sollen.

#### Verdacht gegen Spiele des FC Gossau
Der FC Gossau erlitt am Ende der Saison 2008/09 eine auffällige Serie von Niederlagen. Die Bundesstaatsanwaltschaft verdächtigte Spieler des FC Gossaus konkret, die Spiele gegen den FC Locarno vom 24. Mai 2009 und gegen den Servette FC Genève manipuliert zu haben. Der FC Gossau sollte das Spiel gegen Locarno mit mindestens vier Toren Differenz verlieren und das Spiel endete tatsächlich 0:4. Der damalige Torhüter von Gossau, Darko Damjanović, sollte von der Polizei vernommen werden, war aber untergetaucht. Der Gossauer Mittelfeldspieler Mario Bigoni erklärte öffentlich, dass ein Spiel der vergangenen Saison „nicht sauber“ war und er von einem Mitspieler ein Angebot erhielt. Obwohl nicht bekannt wurde, ob Bigoni das Angebot annahm, wurde er von seinem Verein suspendiert. Auch nach Gossau sollen Zehntausende von Euro geflossen sein, allein für das Spiel gegen Locarno 20'000. Am 26. Oktober 2011 bestätigte die Polizei, dass Bigoni drei Tage zuvor tot im Alten Rhein bei Rheineck aufgefunden worden war.

#### Testspiele
Der bosnische Verein NK Travnik absolvierte im Sommer 2009 ein Trainingslager in der Schweiz und dabei Testspiele gegen die Vereine Neuchâtel Xamax (2:3), Servette FC Genève (1:3) und den FC Sion (1:4). Es wurde bekannt, dass sich ein Wettsyndikat aus Asien finanziell an den Kosten des Trainingslagers beteiligt hatte. Der Präsident des FC Sion, Christian Constantin, äußerte öffentlich den Verdacht, dass die Bosnier den FC Sion gewinnen ließen.

### China
Die chinesische Polizei hatte am 25. November 2009 im Zuge der internationalen Ermittlungen in dem Wettskandal insgesamt 16 Personen in Haft genommen, darunter zwölf Vereinsmitglieder und vier hochrangige Fußball-Funktionäre (u. a. der ehemalige Verbands-Vizepräsident Yang Xu).

### Andere Staaten
Die UEFA hatte am 26. November 2009 fünf weitere Fußballvereine benannt, die unter Manipulationsverdacht stehen. Bei den Vereinen handelte es sich um die beiden albanischen Klubs KF Tirana und KS Vllaznia Shkodra, den FC Dinaburg aus Lettland, NK Interblock Ljubljana aus Slowenien sowie Honvéd Budapest aus Ungarn. Insgesamt sollen hierbei sieben Spielbegegnungen zur Qualifikation zur Champions League beziehungsweise zur Europa League manipuliert worden sein. Nach Angaben der UEFA sollen möglicherweise auch drei Schiedsrichter und ein Offizieller der UEFA in den Wettskandal involviert sein.
Betroffene Spiele in weiteren europäischen Staaten nach Angaben der Staatsanwaltschaft Bochum
- 12 Partien der UEFA Europa League 2009/10
- 3 Partien der UEFA Champions League

mehrere Spiele der 1. und 2. Liga
- 8 Spiele der Premijer Liga in Bosnien und Herzegowina
- 14 Spiele der 1. HNL in Kroatien
- 7 Spiele der Slovenska Nogometna Liga in Slowenien
- 29 Spiele der Turkcell Süper Lig und weitere Ligen in der Türkei
- 13 Spiele der Nemzeti Bajnokság in Ungarn
- 17 Spiele der EXQI-League in Belgien

Angaben der UEFA zu 7 manipulierten Spielen
2. Runde der Qualifikation zur Champions League
- Stabaek IF – KF Tirana (4:0 am 21. Juli 2009)

2. Runde der Qualifikation zur Europa League
- SK Rapid Wien – KS Vllaznia Shkodra (5:0 am 16. Juli 2009)
- Bnei Yehuda Tel Aviv – FC Dinaburg (4:0 am 16. Juli 2009)
- KS Vllaznia Shkodra – SK Rapid Wien (0:3 am 23. Juli 2009)
- FC Dinaburg – Bnei Yehuda Tel Aviv (0:1 am 23. Juli 2009)

3. Runde der Qualifikation zur Europa League
- Fenerbahce Istanbul – Honvéd Budapest (5:1 am 30. Juli 2009)
- NK Interblock Ljubljana – Metalurg Donezk (0:3 am 6. August 2009)

## Rechtliche Aufarbeitung
Die 13. Strafkammer des Landgerichtes Bochum verhängte am 14. April 2011 gegen den Glücksspieler Tuna A. und den Wettbüro-Betreiber Stevan R. wegen gewerbs- und bandenmäßigen Betruges Haftstrafen von drei Jahren und acht Monaten bzw. von drei Jahren und elf Monaten. Wegen Betruges erhielt Wettbürobetreiber Nürretin G. eine Haftstrafe von drei Jahren. Tuna A. und Nürretin G. hatten bereits 13 Monate ihrer Strafe in Untersuchungshaft verbüßt. Alle drei Angeklagten hatten im Verlauf des Prozesses gestanden, 32 Spiele manipuliert und Spieler bestochen zu haben.
Im Mai 2011 wurde Ante Sapina vom Landgericht Bochum zu fünfeinhalb Jahren Haft verurteilt worden. Marijo Cvrtak wurde ebenfalls zu fünfeinhalb Jahren Haft verurteilt und Dragan M. erhielt eine Bewährungsstrafe von einem Jahr und sechs Monaten.
Im Dezember 2012 erklärte der Bundesgerichtshof die bisherigen Urteile gegen Sapina und einen Komplizen für nicht rechtskräftig und hob diese auf.
Im März 2013 wurde Milan Sapina vom Landgericht Bochum zu zehn Monaten Haft ohne Bewährung verurteilt, das Urteil wurde im März 2014 weitgehend aufgehoben, eine Freiheitsstrafe von vier Monaten blieb bestehen.
Im April 2014 wurde Ante Sapina vom Landgericht Bochum zu fünf Jahren Haft verurteilt.